# 蒙梅扬 (阿登省)
蒙梅扬（法語：Montmeillant，法語發音：[mɔ̃mɛjɑ̃]）是法国上法蘭西大區阿登省的一个市镇，属于勒泰勒区。

## 地理
蒙梅扬（49°41'33"N, 4°19'50"E）面积7.02 平方千米，位于法国大東部大區阿登省，该省份为法国北部内陆省份，西接埃纳省，南至马恩省，东临默兹省，北与比利时接壤。
与蒙梅扬接壤的市镇（或旧市镇、城区）包括：马朗韦、拉罗马涅、圣让欧布瓦、锡尼拉拜。

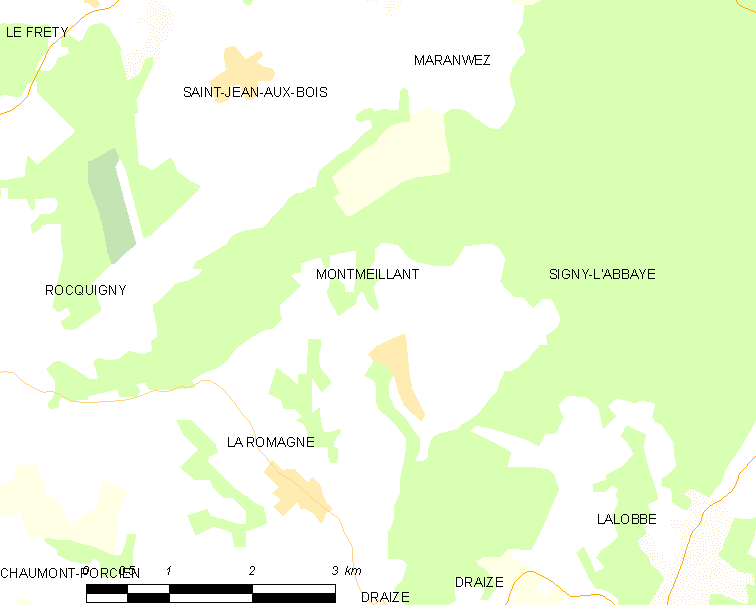
的OSM定位图

蒙梅扬的时区为UTC+01:00、UTC+02:00（夏令时）。

## 行政
蒙梅扬的邮政编码为08220，INSEE市镇编码为08307。

## 政治
蒙梅扬所属的省级选区为锡尼拉拜县。

## 人口

1962-2008年间人口变化图示

蒙梅扬于2022年1月1日时的人口数量为84人。